# Plebiscyt Piłki Nożnej
Plebiscyt Piłki Nożnej – coroczny plebiscyt organizowany od 1973 przez tygodnik Piłka Nożna. Początkowo przeprowadzano go w trzech kategoriach: Piłkarz Roku, Trener Roku i Odkrycie Roku. W 2001 pojawiła się kategoria Drużyna Roku. W 2004 dodano Ligowca Roku. W 2006 przyznano dwie dodatkowe nagrody – z okazji jubileuszu tygodnika wybrano najlepszych zawodników i trenera pięćdziesięciolecia. W 2007 wprowadzono Powrót Roku oraz Człowieka Roku, który rok później został przemianowany na Osobowość Roku. W edycji 2008 dodano kategorię Pierwszoligowiec Roku. W 2016 zdecydowano się uhonorowywać zawodniczki, wprowadzając Piłkarkę Roku – w tym samym rozdaniu pojawiła się również kategoria Piłkarz/Osobowość Roku w Social Mediach (we współpracy z Wirtualną Polską).

## Obecne kategorie

### Piłkarz Roku
- 1973: Kazimierz Deyna (Legia Warszawa)
- 1974: Kazimierz Deyna (Legia Warszawa)
- 1975: Zygmunt Maszczyk (Ruch Chorzów)
- 1976: Henryk Kasperczak (Stal Mielec)
- 1977: Grzegorz Lato (Stal Mielec)
- 1978: Zbigniew Boniek (Widzew Łódź)
- 1979: Wojciech Rudy (Zagłębie Sosnowiec)
- 1980: nagrody nie przyznano
- 1981: Grzegorz Lato (KSC Lokeren )
- 1982: Zbigniew Boniek (Widzew Łódź, Juventus F.C. )
- 1983: Józef Młynarczyk (Widzew Łódź)
- 1984: Włodzimierz Smolarek (Widzew Łódź)
- 1985: Dariusz Dziekanowski (Widzew Łódź, Legia Warszawa)
- 1986: Włodzimierz Smolarek (Widzew Łódź, Eintracht Frankfurt )
- 1987: Andrzej Iwan (Górnik Zabrze, VfL Bochum )
- 1988: Krzysztof Warzycha (Ruch Chorzów)
- 1989: Ryszard Tarasiewicz (Śląsk Wrocław, Neuchatel Xamax )
- 1990: Jacek Ziober (ŁKS Łódź, Montpellier HSC )
- 1991: Piotr Czachowski (Legia Warszawa, Zagłębie Lubin)
- 1992: Wojciech Kowalczyk (Legia Warszawa)
- 1993: Marek Leśniak (SG Wattenscheid 09 Bochum )
- 1994: Roman Kosecki (Atlético Madryt )
- 1995: Leszek Pisz (Legia Warszawa)
- 1996: Piotr Nowak (TSV 1860 Monachium )
- 1997: Sławomir Majak (Widzew Łódź, Hansa Rostock )
- 1998: Mirosław Trzeciak (ŁKS Łódź, Osasuna Pampeluna )
- 1999: Jacek Zieliński (Legia Warszawa)
- 2000: Jerzy Dudek (Feyenoord )
- 2001: Emmanuel Olisadebe (Polonia Warszawa, Panathinaikos AO )
- 2002: Maciej Żurawski (Wisła Kraków)
- 2003: Jacek Krzynówek (1. FC Nürnberg )
- 2004: Jacek Krzynówek (1. FC Nürnberg , Bayer 04 Leverkusen )
- 2005: Euzebiusz Smolarek (Borussia Dortmund )
- 2006: Euzebiusz Smolarek (Borussia Dortmund )
- 2007: Euzebiusz Smolarek (Borussia Dortmund , Racing Santander )
- 2008: Jakub Błaszczykowski (Borussia Dortmund )
- 2009: Mariusz Lewandowski (Szachtar Donieck )
- 2010: Jakub Błaszczykowski (Borussia Dortmund )
- 2011: Robert Lewandowski (Borussia Dortmund )
- 2012: Robert Lewandowski (Borussia Dortmund )
- 2013: Robert Lewandowski (Borussia Dortmund )
- 2014: Robert Lewandowski (Borussia Dortmund , Bayern Monachium )
- 2015: Robert Lewandowski (Bayern Monachium )
- 2016: Robert Lewandowski (Bayern Monachium )
- 2017: Robert Lewandowski (Bayern Monachium )
- 2018: Łukasz Fabiański (Swansea City , West Ham United )
- 2019: Robert Lewandowski (Bayern Monachium )
- 2020: Robert Lewandowski (Bayern Monachium )
- 2021: Robert Lewandowski (Bayern Monachium )
- 2022: Robert Lewandowski (Bayern Monachium , FC Barcelona )
- 2023: Piotr Zieliński (SSC Napoli )
- 2024: Robert Lewandowski (FC Barcelona )

### Odkrycie Roku
- 1973: Mirosław Bulzacki (ŁKS Łódź)
- 1974: Władysław Żmuda (Gwardia Warszawa)
- 1975: Zbigniew Hnatio (Stal Mielec)
- 1976: Zbigniew Boniek (Widzew Łódź) i Stanisław Terlecki (ŁKS Łódź)
- 1977: Adam Nawałka (Wisła Kraków)
- 1978: Włodzimierz Ciołek (Górnik Wałbrzych, Stal Mielec)
- 1979: Andrzej Pałasz (Górnik Zabrze)
- 1980: Piotr Skrobowski (Wisła Kraków)
- 1981: Waldemar Matysik (Górnik Zabrze)
- 1982: Andrzej Buncol (Legia Warszawa)
- 1983: Marek Leśniak (Pogoń Szczecin)
- 1984: Jan Furtok (GKS Katowice)
- 1985: Andrzej Rudy (Śląsk Wrocław)
- 1986: Marek Koniarek (GKS Katowice)
- 1987: Ryszard Cyroń (Górnik Zabrze)
- 1988: Roman Kosecki (Gwardia Warszawa)
- 1989: Dariusz Gęsior (Ruch Chorzów)
- 1990: Kazimierz Sidorczuk (Lech Poznań)
- 1991: Wojciech Kowalczyk (Legia Warszawa)
- 1992: Marek Koźmiński (Hutnik Kraków, Udinese Calcio )
- 1993: Radosław Michalski (Legia Warszawa)
- 1994: Sylwester Czereszewski (Stomil Olsztyn)
- 1995: Tomasz Iwan (Roda JC Kerkrade , Feyenoord )
- 1996: Marek Citko (Widzew Łódź)
- 1997: Tomasz Kłos (ŁKS Łódź)
- 1998: Tomasz Frankowski (FC Martigues , Wisła Kraków)
- 1999: Adam Kompała (Górnik Zabrze)
- 2000: Michał Żewłakow (Excelsior Mouscron )
- 2001: Tomasz Moskała (GKS Katowice, Dyskobolia Grodzisk Wlkp.)
- 2002: Andrzej Niedzielan (Górnik Zabrze)
- 2003: Marcin Nowacki (Odra Wodzisław)
- 2004: Artur Boruc (Legia Warszawa)
- 2005: Grzegorz Piechna (Korona Kielce)
- 2006: Radosław Matusiak (GKS Bełchatów)
- 2007: Radosław Majewski (Dyskobolia Grodzisk Wielkopolski)
- 2008: Robert Lewandowski (Znicz Pruszków, Lech Poznań)
- 2009: Patryk Małecki (Wisła Kraków)
- 2010: Grzegorz Sandomierski (Jagiellonia Białystok) i Maciej Jankowski (Ruch Chorzów)
- 2011: Wojciech Szczęsny (Arsenal F.C. )
- 2012: Arkadiusz Milik (Górnik Zabrze)
- 2013: Dominik Furman (Legia Warszawa)
- 2014: Karol Linetty (Lech Poznań)
- 2015: Bartosz Kapustka (Cracovia)
- 2016: Jan Bednarek (Górnik Łęczna, Lech Poznań)
- 2017: Szymon Żurkowski (Górnik Zabrze)
- 2018: Sebastian Walukiewicz (Pogoń Szczecin)
- 2019: Michał Karbownik (Legia Warszawa)
- 2020: Jakub Moder (Lech Poznań)
- 2021: Kacper Kozłowski (Pogoń Szczecin)
- 2022: Nicola Zalewski (AS Roma )
- 2023: Marcin Bułka (OGC Nice )
- 2024: Kacper Urbański (Bologna )

### Trener Roku
- 1975: Leszek Jezierski (Widzew Łódź)
- 1976: Leszek Jezierski (Widzew Łódź, ŁKS Łódź)
- 1977: Bogusław Hajdas (Pogoń Szczecin, Gwardia Warszawa)
- 1978: Antoni Piechniczek (Odra Opole)
- 1979: Hubert Kostka (Szombierki Bytom)
- 1980: Hubert Kostka (Szombierki Bytom)
- 1981: Jerzy Kopa (Pogoń Szczecin)
- 1982: Władysław Żmuda (Widzew Łódź)
- 1983: Wojciech Łazarek (Lech Poznań)
- 1984: Wojciech Łazarek (Lech Poznań)
- 1985: Hubert Kostka (Górnik Zabrze)
- 1986: Alojzy Łysko (GKS Katowice)
- 1987: Leszek Jezierski (Pogoń Szczecin, ŁKS Łódź)
- 1988: Marcin Bochynek (Górnik Zabrze)
- 1989: Jerzy Wyrobek (Ruch Chorzów)
- 1990: Orest Lenczyk (GKS Katowice)
- 1991: Adam Musiał (Wisła Kraków)
- 1992: Janusz Wójcik (Reprezentacja Olimpijska, Legia Warszawa)
- 1993: Andrzej Zamilski (Reprezentacja Polski U-16)
- 1994: Paweł Janas (Legia Warszawa) i Piotr Piekarczyk (GKS Katowice)
- 1995: Paweł Janas (Legia Warszawa)
- 1996: Franciszek Smuda (Widzew Łódź)
- 1997: Franciszek Smuda (Widzew Łódź)
- 1998: Janusz Wójcik (Reprezentacja Polski)
- 1999: Franciszek Smuda (Wisła Kraków, Legia Warszawa)
- 2000: Jerzy Engel (Reprezentacja Polski)
- 2001: Jerzy Engel (Reprezentacja Polski)
- 2002: Henryk Kasperczak (Wisła Kraków)
- 2003: nagrody nie przyznano, wyróżnienie: Jacek Zieliński (Górnik Łęczna)
- 2004: Paweł Janas (Reprezentacja Polski)
- 2005: Paweł Janas (Reprezentacja Polski)
- 2006: Orest Lenczyk (GKS Bełchatów)
- 2007: Maciej Skorża (Dyskobolia Grodzisk Wielkopolski, Wisła Kraków)
- 2008: Franciszek Smuda (Lech Poznań)
- 2009: Waldemar Fornalik (Ruch Chorzów)
- 2010: Michał Probierz (Jagiellonia Białystok)
- 2011: Maciej Skorża (Legia Warszawa)
- 2012: Waldemar Fornalik (Ruch Chorzów, Reprezentacja Polski)
- 2013: Jan Urban (Legia Warszawa)
- 2014: Tadeusz Pawłowski (Śląsk Wrocław)
- 2015: Adam Nawałka (Reprezentacja Polski)
- 2016: Adam Nawałka (Reprezentacja Polski)
- 2017: Adam Nawałka (Reprezentacja Polski)
- 2018: Czesław Michniewicz (Reprezentacja Polski U-21) i Piotr Stokowiec (Lechia Gdańsk)
- 2019: Waldemar Fornalik (Piast Gliwice)
- 2020: Marek Papszun (Raków Częstochowa)
- 2021: Marek Papszun (Raków Częstochowa)
- 2022: Czesław Michniewicz (Reprezentacja Polski) i Marek Papszun (Raków Częstochowa)
- 2023: Marek Papszun (Raków Częstochowa)
- 2024: Adrian Siemieniec (Jagiellonia Białystok)

### Drużyna Roku
- 2001: Reprezentacja Polski mężczyzn
- 2002: Wisła Kraków
- 2003: Dyskobolia Grodzisk Wlkp.
- 2004: Reprezentacja Polski mężczyzn
- 2005: Reprezentacja Polski mężczyzn
- 2006: nagrody nie przyznano
- 2007: Reprezentacja Polski mężczyzn
- 2008: Lech Poznań
- 2009: Reprezentacja Polski kobiet
- 2010: Lech Poznań
- 2011: Legia Warszawa
- 2012: Reprezentacja Polski U-17 mężczyzn
- 2013: Reprezentacja Polski U-17 kobiet
- 2014: Legia Warszawa
- 2015: Reprezentacja Polski mężczyzn
- 2016: Reprezentacja Polski mężczyzn
- 2017: Reprezentacja Polski mężczyzn
- 2018: Reprezentacja Polski U-21 mężczyzn
- 2019: Reprezentacja Polski mężczyzn
- 2020: Raków Częstochowa
- 2021: Raków Częstochowa
- 2022: Reprezentacja Polski mężczyzn i Lech Poznań
- 2023: Raków Częstochowa
- 2024: Jagiellonia Białystok

### Obcokrajowiec Roku
- 2003: Dušan Radolský ( Słowacja, Dyskobolia Grodzisk Wlkp.)
- 2004: Ivica Križanac ( Chorwacja, Dyskobolia Grodzisk Wlkp.)
- 2005: nagrody nie przyznano
- 2006: Leo Beenhakker ( Holandia, Reprezentacja Polski)
- 2007: Roger ( Brazylia, Legia Warszawa)
- 2008: Semir Štilić ( Bośnia i Hercegowina, Lech Poznań)
- 2009: Ján Mucha ( Słowacja, Legia Warszawa)
- 2010: Manuel Arboleda ( Kolumbia, Lech Poznań)
- 2011: Miroslav Radović ( Serbia, Legia Warszawa)
- 2012: Danijel Ljuboja ( Serbia, Legia Warszawa)
- 2013: Dušan Kuciak ( Słowacja, Legia Warszawa)
- 2014: Henning Berg ( Norwegia, Legia Warszawa)
- 2015: Radoslav Látal ( Czechy, Piast Gliwice)
- 2016: Konstantin Vassiljev ( Estonia, Jagiellonia Białystok)
- 2017: Igor Angulo ( Hiszpania, Górnik Zabrze)
- 2018: Arvydas Novikovas ( Litwa, Jagiellonia Białystok)
- 2019: Jorge Félix ( Hiszpania, Piast Gliwice)
- 2020: Tomáš Pekhart ( Czechy, Legia Warszawa)
- 2021: Kosta Runjaić ( Niemcy, Pogoń Szczecin)
- 2022: Mikael Ishak ( Szwecja, Lech Poznań)
- 2023: Josué Pesqueira ( Portugalia, Legia Warszawa)
- 2024: Jesús Imaz ( Hiszpania, Jagiellonia Białystok)

### Ligowiec Roku
- 2004: Tomasz Frankowski (Wisła Kraków)
- 2005: Grzegorz Piechna (Korona Kielce)
- 2006: Piotr Reiss (Lech Poznań)
- 2007: Marek Zieńczuk (Wisła Kraków)
- 2008: Paweł Brożek (Wisła Kraków)
- 2009: Robert Lewandowski (Lech Poznań)
- 2010: Adrian Mierzejewski (Polonia Warszawa)
- 2011: Sebastian Mila (Śląsk Wrocław)
- 2012: Sebastian Mila (Śląsk Wrocław)
- 2013: Radosław Sobolewski (Wisła Kraków, Górnik Zabrze)
- 2014:  Miroslav Radović (Legia Warszawa)
- 2015:  Nemanja Nikolić (Legia Warszawa)
- 2016: Michał Pazdan (Legia Warszawa)
- 2017: Arkadiusz Malarz (Legia Warszawa)
- 2018: Artur Jędrzejczyk (Legia Warszawa)
- 2019: Janusz Gol (Cracovia)
- 2020: Jakub Moder (Lech Poznań)
- 2021: Jakub Kamiński (Lech Poznań)
- 2022: Kamil Grosicki (Pogoń Szczecin)
- 2023: Kamil Grosicki (Pogoń Szczecin)
- 2024: Taras Romanczuk (Jagiellonia Białystok)

### Pierwszoligowiec Roku
- 2008: Marcin Robak (Korona Kielce, Widzew Łódź)
- 2009: Maciej Tataj (Dolcan Ząbki)
- 2010: Adam Cieśliński (Podbeskidzie Bielsko-Biała)
- 2011: Adrian Błąd (Zawisza Bydgoszcz)
- 2012: Maciej Kowalczyk (Kolejarz Stróże)
- 2013: Rafał Leszczyński (Dolcan Ząbki)
- 2014: Grzegorz Goncerz (GKS Katowice)
- 2015: Michał Nalepa (Arka Gdynia)
- 2016: Damian Kądzior (Wigry Suwałki)
- 2017: Paweł Zawistowski (Chojniczanka Chojnice)
- 2018: Andrzej Niewulis (Raków Częstochowa)
- 2019: Bartosz Nowak (Stal Mielec)
- 2020:  Roman Gergel (Bruk-Bet Termalica Nieciecza)
- 2021: Kamil Biliński (Podbeskidzie Bielsko-Biała)
- 2022:  Pirulo (ŁKS Łódź)
- 2023: Karol Czubak (Arka Gdynia)
- 2024:  Angel Rodado (Wisła Kraków)

### Piłkarka Roku
- 2015: Katarzyna Kiedrzynek (Paris Saint-Germain )
- 2016: Katarzyna Kiedrzynek (Paris Saint-Germain )
- 2017: Katarzyna Kiedrzynek (Paris Saint-Germain )
- 2018: Ewa Pajor (VfL Wolfsburg )
- 2019: Ewa Pajor (VfL Wolfsburg )
- 2020: Paulina Dudek (Paris Saint-Germain )
- 2021: Paulina Dudek (Paris Saint-Germain )
- 2022: Ewa Pajor (VfL Wolfsburg )
- 2023: Ewa Pajor (VfL Wolfsburg )
- 2024: Ewa Pajor (FC Barcelona )

## Byłe kategorie

### Człowiek Roku
- 2007:  Leo Beenhakker
- 2013: Bogusław Leśnodorski
- 2014: Adam Nawałka
- 2017: Artur Boruc

### Piłkarz/Osobowość Roku w Social Mediach
- 2015: Marcin Krzywicki (Wisła Płock, Dolcan Ząbki)
- 2016:  Aleksandar Vuković (Legia Warszawa)
- 2017: Kamil Grosicki (Hull City )
- 2018: Andrzej Strejlau (komentator, trener piłkarski)
- 2019: Jakub Rzeźniczak (Qarabağ Ağdam /Wisła Płock)

### Mecenas polskiej piłki nożnej
- 2019: PKO BP

### Działacz Roku
- 2003: Zbigniew Drzymała (Dyskobolia Grodzisk Wielkopolski)
- 2005: Krzysztof Klicki (Korona Kielce)
- 2007: Robert Pietryszyn (Zagłębie Lubin)

### Jedenastka obcokrajowców roku
- 2006:

bramkarz: Emilian Dolha (Wisła Kraków,  Rumunia)
obrońcy: Edson (Legia,  Brazylia), Cléber (Wisła Kraków,  Brazylia), Dickson Choto (Legia,  Zimbabwe), Veselin Đoković (Korona,  Serbia i Czarnogóra)
pomocnicy: Roger (Legia,  Brazylia), Henry Quinteros (Lech,  Peru), Hermes (Korona,  Brazylia), Miroslav Radović (Legia,  Serbia i Czarnogóra)
napastnicy: Ensar Arifović (ŁKS,  Bośnia i Hercegowina), Edi Andradina (Pogoń,  Brazylia).

### Powrót Roku
- 2007: Jan Urban (Legia Warszawa)

### Osobowość Roku
- 2008: Mariusz Klimek (Ruch Chorzów)
- 2009: Franciszek Smuda (Lech Poznań, Zagłębie Lubin, Reprezentacja Polski mężczyzn)
- 2010: Tomasz Frankowski (Jagiellonia Białystok)
- 2022: Szymon Marciniak (sędzia piłkarski)

### Najlepszy piłkarzEURO 2008według Castrol
- 2008: Artur Boruc (Reprezentacja Polski)

### Młodzieżowcy Roku
- 2009: Zagłębie Lubin U-19

### Wydarzenie Roku
- 2016: Legia Warszawa w Lidze Mistrzów

### Nagrody PięćdziesięcioleciaPiłki Nożnej

#### Nagrody indywidualne
- Trener Pięćdziesięciolecia: Kazimierz Górski
- Piłkarz Pięćdziesięciolecia: Zbigniew Boniek

#### Nagroda zbiorowa
- Jedenastka Pięćdziesięciolecia: Jan Tomaszewski – Antoni Szymanowski, Władysław Żmuda, Henryk Kasperczak, Grzegorz Lato, Zbigniew Boniek, Kazimierz Deyna, Robert Gadocha, Włodzimierz Smolarek, Andrzej Szarmach, Włodzimierz Lubański.